# Stackhousia pulvinaris
Stackhousia pulvinaris är en benvedsväxtart som beskrevs av F. Müll. Stackhousia pulvinaris ingår i släktet Stackhousia och familjen Celastraceae. Inga underarter finns listade.